# Cantone di Francescas
Il Cantone di Francescas era una divisione amministrativa dell'arrondissement di Nérac.
È stato soppresso a seguito della riforma complessiva dei cantoni del 2014, che è entrata in vigore con le elezioni dipartimentali del 2015.
Comprendeva i comuni di:
- Fieux
- Francescas
- Lamontjoie
- Lasserre
- Moncrabeau
- Nomdieu
- Saint-Vincent-de-Lamontjoie